# Троноша вода
Троноша вода (пун назив ПМВ Троноша д.о.о.) је српска фабрика природне изворске воде, основана 2005. године, са седиштем у Коренити, на територији града Лознице.

## Први писани трагови
Први писани трагови везани су за изградњу манастира Троноша, подигнутог између 1276. и 1317. године и предању о ктитору краљу Драгутину, по којем је место за манастир изабрао захваљујући јаком извору планинске воде. Извор са капелом су подигли 1388. године Југ Богдан и девет браће Југовића и њима у част извор данас носи њихово име, док је капела посвећена Св. Пантелејмону.

## Природно окружење
Троноша вода извире кроз стене које су се формирале пре 450 милиона година, у природном окружењу испод планина густо обраслих листопадном и зимзеленом шумом, у заштићеној средини и без утицаја спољних загађивача.

## Основне карактеристике
Троноша вода је, као природни извор калцијума, олигоминерална вода (слабоминерална вода) која садржи малу количину минералних материја. 
| Састојци                | mg/l    |
| ----------------------- | ------- |
| Калцијум (Ca)           | 77,0    |
| Магнезијум (Mg)         | 42,0    |
| Натријум (Na)           | 1,78    |
| Калијум (K)             | 0,927   |
| Флуориди (F)            | 0,8     |
| Хлориди (Cl)            | 5,0     |
| ПХ вредност             | 7,46    |
| Растворени кисеоник О2  | 9,32    |
| Суви остатак (на 180°c) | 360mg/l |

## Контрола квалитета
Континуитет и квалитет састава кроз анализу потврдили су Интитут „Fresenius” у Немачкој, Институт за јавно здравље „Батут” и Градски завод за јавно здравље и Центар за хигијену и хуману екологију Београд. Редовну исправност обавља Завод за јавно здравље Шабац.
У производњи воде се примењују следећи стандарди: HACCP, ISO 22000:2005, FSSC 22000.